# 国务院第六办公室
国务院第六办公室（国务院交通办公室）是1954年至1959年中华人民共和国国务院设立的办事机构。

## 历史
1954年11月10日，国务院发出命令设立国务院第六办公室，协助总理掌管铁道部、交通部、邮电部、民航局的工作。
- 主任王首道
- 副主任
  - 郭洪涛
  - 张国坚

内设综合组、铁道组、交通组、邮电组。1959年6月，国务院第九十次全体会议决定国务院第六办公室，工作移交国务院工业交通办公室。